# キレパパ。
『キレパパ。』は、高城リョウによる日本のBL漫画作品。『drap』（コアマガジン）に連載されている。ドラマCD化やOVA化など、メディアミックス展開もされている。
「キレパパ」の意味は、「キレイでキレやすいパパ」である。

## あらすじ
売り出し中のミステリー小説作家の鷹司千里は一人息子の里樹を偏愛するあまりに、里樹に近づく男をありとあらゆる手段で追い払っていた。特に里樹の親友である榊俊介は要注意人物で俊介を追い払うことに専念する千里。ところが、俊介の意中の人はなんと千里であった。突然の告白に千里の心は揺れる。

## 登場人物
声優名は、OVA版・ドラマCD版共通。
鷹司千里（たかつかさ ちさと）
声 - 緑川光
本作の主人公。35→36歳。新人のミステリー小説家で、里樹の父親。妻とは5年前に離婚しており、原作・OVA共に未登場。見た目が若く、制服を着れば高校生にしか見えない。キレると手が付けられなくなる。
親バカで、里樹に近付く男はあらゆる手段を使い全て追い払ってきた。咲春香の大ファンであり、特に「水鬼シリーズ」が好き。翔も追い払おうとするが、「水鬼」が好きなため本気になれない。鷹司家五男（末っ子）、父親似。
榊俊介（さかき しゅんすけ）/ 咲春香（さき しゅんか）
声 - 櫻井孝宏
里樹の親友。15→16歳。後者はミステリー作家としての名。大ヒット作・水鬼（みずき）シリーズの作者。水鬼シリーズの「水鬼」は自分がモデルであり、「千里に近づく男を小説上で殺していく」手順を小説にしたら、いつのまにか大ヒットしたらしい。彼の苗字は母方の姓。千里のこととなるとかなりのSになる（特に千里を狙う人に対して）。
水鬼シリーズの映画化にあたって、水鬼の親友役に大抜擢されるほど端整な顔立ち。
鷹司里樹（たかつかさ りじゅ）
声 - 宮田幸季
俊介とは同級生かつ親友。15→16歳。翔とは恋人関係。普段はおっとりとして純粋な性格だが、翔との交際を認めない父親には怒りを露にした。
二条翔（にじょう かける）
声 - 諏訪部順一
20→21歳。水鬼シリーズ実写版にて水鬼役を演じている、ブレイク中の俳優。里樹とは恋人関係。
船場真（ふなば しん）
声 - 杉田智和
千里と咲春香の担当編集者。毎度、締め切りを守らない千里に苦労させられている。
神崎（かんざき）
声 - 成田剣
俊介の父親。千里の高校時代の先輩で好意を持っていたが、無理矢理行為に及んだことで彼からは避けられている。
蓮音奨（はすね しょう）
声 - 中原茂
水鬼シリーズの挿絵担当。世界的にも認められている画家。ペンネームは速水かぐ夜（はやみ かぐや）。千里に好意を抱いている。
鷹司千尋（たかつかさ ちひろ）
声 - 森川智之
銀雪館の取締役で、5児の父親。孫バカ。俊介と千里が付き合うのを認めていない。彼も外見が若々しい。
鷹司千歳（たかつかさ ちとせ）
声 - 川島得愛
銀雪館の支配人で、鷹司家長男。甥バカ。雪人に今もベタ惚れ。美人支配人として仕事をこなす反面、かなりのキレ者。
鷹司千鳥（たかつかさ ちどり）
声 - 羽多野渉
銀雪館の料理長で、鷹司家次男。甥バカ。
柴雪人（しば ゆきと）
声 - 檜山修之
千歳の恋人。芸大に入るため11年前に千歳の前から消えていた。水鬼シリーズの映画監督であり、撮影のために銀雪館を訪れた。28歳にしてカンヌを受賞。2歳の頃に母親（安雲）に捨てられている。
葵虎牙（あおい たいが）
高校生にして、実力派俳優。翔に恋心を抱いているが、フラれても諦めきれないでいる。咲春香の熱狂的なファンであるが故に、千里とはライバル同士。千里に対しての嫌がらせは陰湿。

## 単行本
- 『キレパパ。』（コアマガジン〈drap COMICS No.044〉、2003年8月18日発売[1]）ISBN 4-87734-645-7
- 『キレパパ。2 初回限定ミニドラマCD付き』（コアマガジン〈drap COMICS No.075〉、2005年5月6日発売[2]）ISBN 4-87734-798-4
- 『キレパパ。2』（コアマガジン〈drap COMICS No.074〉、2005年5月6日発売[3]）ISBN 4-87734-797-6
- 『キレパパ。3 小冊子付き初回限定版』（コアマガジン〈drap COMICS No.161〉、2008年3月25日発売[4]）ISBN 4-86252-299-8
- 『キレパパ。3 普及版』（コアマガジン〈drap COMICS No.216〉、2009年5月19日発売[5]）ISBN 4-86252-652-7
- 『キレパパ。4』（コアマガジン〈drap COMICS No.208〉、2009年7月25日発売[6]）ISBN 4-86252-634-9

## ドラマCD
- キレパパ。（原楽器、2004年2月18日発売）INCD-2125
- キレパパ。2（原楽器、2005年5月5日発売）INCD-2142
- キレパパ。2 初回限定 オリジナルドラマCD（コアマガジン、2005年5月20日発売）KIREPAPA-2
  - 限定版コミック「キレパパ。第2巻」の同梱特典。
- キレパパ。3（インターコミュニケーションズ、2006年4月20日発売）INCD-2154
- キレパパ。〜クリスマス☆パニック〜（コアマガジン）KIRE-PAPA
- キレパパ。水鬼オリジナル外伝 〜そして誰もいなくなった銀雪館〜（エンタメシンクタンク、2008年12月20日発売）ETT-003

## OVA
- 第一話「綺麗なお父さんは好きですか？」（2008年1月25日発売）初回限定版:AMAD-097/通常版:AMAD-099
- 第二話「君のために」（初回限定版:2008年11月28日発売、通常版:2009年9月11日発売）初回限定版:ANDS-12002/通常版:ANDN-12002
- 完全版 第一話「綺麗なお父さんは好きですか？」 & 第二話「君のために」（2016年11月25日発売[7]）ACTDL-1003

### スタッフ
- 原作：高城リョウ（『キレパパ。』コアマガジン刊）
- 企画：さかいあきお
- プロデューサー：石津雄一
- 脚本：小石川海
- 監督・演出：高木秀文
- キャラクターデザイン：田中しゅうへい
- 色彩設計：田中千春
- 色指定・検査：桂木今里
- 音響監督：阿部信行
- 音楽：宮鷹
- 編集：西重成（AMGA）
- アニメーション制作・製作：PrimeTime
- 発売：株式会社ゑにっく
- 販売：株式会社アムモ

### サブタイトルリスト
| 発売日         | 話数   | サブタイトル                 | 脚本     | 絵コンテ | 演出     | 作画監督             |
| -------------- | ------ | ---------------------------- | -------- | -------- | -------- | -------------------- |
| 2008年1月25日  | 第一話 | 綺麗なお父さんは好きですか？ | 小石川海 | 迫井政行 | 高木秀文 | 清水空翔             |
| 2008年11月28日 | 第二話 | 君のために                   | 小石川海 | 高木秀文 | 高木秀文 | 玉井公子 PARK KI DUG |